# Blaze One
 (avril 2019).
Pour les articles homonymes, voir Blaze.
Blaze One, de son nom de naissance Elisé Senora, né le 5 novembre 1983 à Port-au-Prince, est un rappeur haïtien.

## Biographie
Blaze One vient de la 2e avenue Bolosse qui se trouve à Martissant, une des banlieues de Port-au-Prince[réf. nécessaire]. Il fait ses études primaires au collège Jean XXIII, une école que dirigent les frères du Sacré-Cœur en Haïti. Après ses études secondaires, il suit une formation en électrotechnique au Centre Pilote de Formation Professionnelle. 
C'est au début de la décennie 1990-2000 qu'il commence à écouter de la musique rap, notamment à travers les tubes de Master Dji. Ce dernier figure parmi les rappeurs locaux qui ont influencé sa musique. En 2006, il remporte le concours lari pwop organisé par Yele Haïti. En tant que rappeur, il continue à faire ses premières armes au sein du groupe hip-hop Most Deep avant de retrouver le clic des rappeurs du secteur DBA (denye bout anba), le groupe NGS (Nouvelle generation Squad) qui réunit des rappeurs tels que DRZ, CP, Colonel Gep, Tenas, 2zas.
Le rap de Blaze One prend son envol après le séisme du 12 janvier de 2010. Fédéral, le titre dans lequel il décrit la réalité des prisonniers du plus grand centre carcéral d'Haïti, lance sa carrière solo. Depuis, il enchaîne avec des titres qui le propulsent davantage sur la scène du hip-hop en Haïti.

## Discographie

### Albums
- Gran dosye
- Dekolonisazyon mental
- Pi lwen ke lorizon
- Pi lwen ke lorizon, par Blaze One

1. Intro Back to africa
2. 1806 A nos jours
3. Code de la vie
4. Gran mèt la
5. Yo pa kontan (feat Alex Campbell, Tricks mafia & Steve j bryan)
6. Atis kreyol mwen yo
7. Polisye
8. Pi Lwen ke yo
9. Monkonpè
10. 10 Commandments
11. Pi lwen ke lorizon (feat Annie Alerte)
12. Lèt Konsyans
13. Pa Panikem
14. A.N.E.L (feat Wood Terib)
15. Bliye saw teye a
16. Men Levanjil la (feat Nike Jean Rabel)